# M1/M2火炎放射器
| 正式名称 | M1/M2火炎放射器              |
| 総燃料   | 28 kg (M2)                   |
| 重量     | 約20 kg (M2)                 |
| 燃料     | 混合燃料（ガソリン、タール） |
| 射程     | 33 m                         |
| 製造国   | アメリカ合衆国               |

M1/M2火炎放射器（M1/M2かえんほうしゃき、M1/M2 flamethrower）は、第二次世界大戦中にアメリカ軍で開発された携帯型火炎放射器である。

## 概要

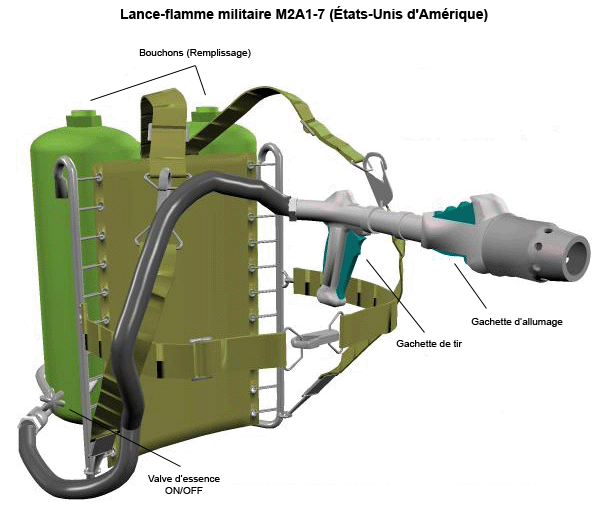
M2A1火炎放射器 各部の説明

M1/M2火炎放射器は、第二次世界大戦中のヨーロッパ戦線および太平洋戦線で多くが使用され、トーチカなど閉鎖型陣地に対しては十分な効果が得られたとされる。特に太平洋戦線では、サイパンの戦い・硫黄島の戦い・沖縄戦と、ジャングルや洞窟陣地などに篭る大日本帝国陸軍に対しては非常に有効とされ、帝国陸軍では火炎放射兵は恐怖とともに憎悪の対象になったとされる。
また、第二次世界大戦後の朝鮮戦争でも使用され、第一次インドシナ戦争やインドネシア独立戦争でもアメリカから供給された物が使用された。
ベトナム戦争でも、アメリカ軍や南ベトナム軍などによって使用され、改良型のM9火炎放射器も開発された。
第二次世界大戦中にアメリカ軍で使用された火炎放射器はM1・M2の2種類が存在し、M1は携帯性重視のため燃料タンクは1つで発射回数も3回程度であるのに対し、M2は燃料タンクの数を2つに増やし発射回数も10回に増えている。発射燃料にはガソリンとタールを混合させたゲル状燃料が使用されており、燃料タンクのほかに噴射用の圧縮ガスタンクを連結させた形状である。ガスタンクには実際の噴射圧力よりも高い圧力のガスが充填され、出口には手動開閉弁と減圧弁が設けられていた。高圧ガスがいったん減圧されてから燃料タンクに供給されるため、燃料を使い切るまで噴射圧力を一定に保つことができ、噴射を繰り返すと圧力が徐々に下がる現象を予防した。燃料タンクには破砕弁が設けられ、減圧弁の故障などによって燃料タンクの内圧が異常に上がった際の外部圧抜きとして機能した。
M1は銃部に小型の酸素ボンベを持ち、乾電池を電源とする発火装置で酸素に着火して口火とする方式だった。M2はこれを改め、銃部の先端に火薬式の着火装置を装備した。燃料噴射ノズルの後ろには密封構造のリボルバー式シリンダーが取り付けられ、火薬カートリッジが5発内蔵されていた。銃部を持ち、左手で前方グリップのトリガーを操作すると火薬カートリッジ1発が撃発され、火花が約10秒間噴き出す。その間に、任意のタイミングで後方グリップのトリガーを右手で操作すると燃料が噴射・着火される。火薬カートリッジを着火させずに右手のトリガーだけを操作すると、燃料だけを噴射することもできた。火薬カートリッジの燃焼が終わると、左手のトリガーを再び操作すればシリンダーが回転して次の火薬カートリッジに着火される。再装填はシリンダーを一括交換することで行われた。
M2火炎放射器はM1や他国の火炎放射器の得失を踏まえて開発され、防水性や放射性能にすぐれていた。しかし携帯式火炎放射器という制約のため、射程はなお約33mほどにとどまり、敵陣地に向けて使用する場合には味方歩兵の援護とともに敵陣地に十分に接近する必要があった。そのため重い燃料タンクを背負った火炎放射兵は被弾する確率が高く、さらに発射機関部が剥き出しのため燃料タンク部分に被弾した場合、周りを巻き込んでの大爆発が起こる危険性があった。この事から第二次大戦末期には、火炎放射型兵器は歩兵自身が携帯する形から火炎放射器を搭載した戦車「火炎放射戦車」に変更していき、M2火炎放射器の使用頻度は低下した。

## 運用国
- アメリカ合衆国 - M1/M2/M9
- メキシコ - M2
- キューバ - M2
- ニカラグア - M2
- ブラジル - M2

- コロンビア - M2
- フランス - M1/M2
- オランダ - M1/M2
- スペイン - M2
- オーストラリア - M1/M2/M9

- ニュージーランド - M1/M2
- 日本 - M2/携帯放射器
- 中華民国 - M2
- ベトナム共和国 - M1/M2/M9
- フィリピン - M1/M2

- タイ王国 - M2
- クメール共和国 - M2
- ラオス王国 - M2
- モロッコ - M2
- エチオピア - M2

## バリエーション
M1
携帯性を重視したタイプで燃料タンクは1つ。連続発射回数は3回まで。

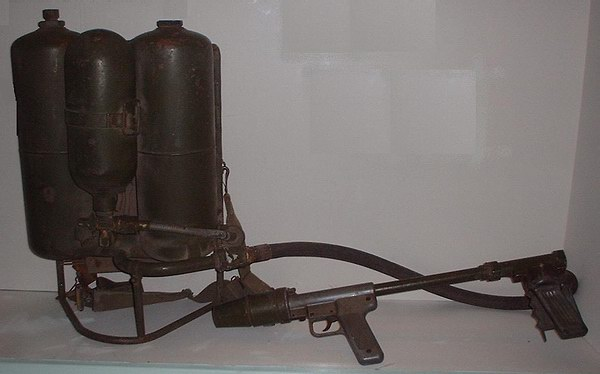
M2
M1からの改良型。燃料タンクを2つ搭載し、連続発射回数も10回と増加した。
M9
M2からの改良型。ベトナム戦争でアメリカ軍などによって使用された。
携帯放射器
M2からの改良型。陸上自衛隊によって使用されている。

## 登場作品

### 映画・テレビドラマ
『キングコング』
アメリカ軍が、エンパイア・ステート・ビルを登るキングコングに対してM2を使用する。
『キングコング:髑髏島の巨神』
アメリカ陸軍兵士がスカル・クローラーに対してM9を使用。
『大都会』『大都会 PARTII』『大都会 PARTIII』
主に犯罪者が使用。
『地球防衛軍』
陸上防衛隊が、モゲラ1号機に対してM2を使用する。撮影には、陸上自衛隊の協力で実物が使用されている。
『地球へ2千万マイル』
イタリアの警察が、急成長したイーマに対してM2を使用する。
『父親たちの星条旗』『硫黄島からの手紙』
硫黄島に上陸したアメリカ海兵隊が、日本陸軍が潜むトーチカや洞窟を制圧するためにM2を使用する。
『図書館戦争』
日野市立図書館を襲撃した政治結社が、図書を焼き払うためにM2を使用する。
『美女と液体人間』
陸上自衛隊が、下水道に潜む液体人間を焼却するために流されたガソリンに引火させる手段としてM2を使用する。
『復活の日』
映画版にて、陸上自衛隊がイタリア風邪（細菌兵器MM-88）によって爆発的に増えた死者の遺体を焼却するためにM2を使用する。
『プライベート・ライアン』
序盤のノルマンディー上陸作戦時のオマハビーチにて、アメリカ軍がナチス・ドイツ軍のトーチカを制圧するためにM1を使用する。
『放射能X』
主人公たちが、核実験の影響で巨大化したアリに対してM2を使用する。
『遊星からの物体X』
アメリカの南極観測隊員たちが、「物体」に対してM2A1-7を使用する。また銃部先端の保護カバーを外して、口火を消す場面がある。

### 小説
『ブラッドバス』
深見真の小説。中国雲南省の街、深紅馬鎮の武器密売人が「変わり種」「かなり古いブツ」としてM2を販売しており、深紅馬鎮での陰謀に巻き込まれた日本人の元自衛官と元ヤクザの主人公らが購入。後に主人公らと対決することになった武装警察との戦闘で屋内で使用する。

### ゲーム
『Fallout 3』
『Fallout: New Vegas』
火炎放射器として登場する他、大幅に改造され火球を投射するものがインシネレーター、ヘビーインシネレーターとして登場する。
『Rising Storm』
アメリカ軍の火炎放射兵の専用武器としてM2が登場する。
『グランド・セフト・オートIII』
燃料タンクを小型化したものが登場する。
『コール オブ デューティシリーズ』
『CoD:WaW』
アメリカ軍が日本軍の洞窟陣地を焼き払う際にM2を使用する。
『CoD:BO』
ベトコンがアメリカ海兵隊の塹壕に向かってM2を使用する。
『CoD:WW2』
アメリカ軍がM2を使用する。
『死霊戦線』
フレイムスローワーの名称でPC88版とPCエンジン版に登場。
『トータル・タンク・シミュレーター』
米国の火炎放射兵が装備している。
『バトルフィールドV』
バトルピックアップとしてM2が登場する。
『メタルギアソリッド3』
GRUのヴォルギン大佐配下の火炎放射兵がM2を使用している。